# Stipa scabrifolia
Stipa scabrifolia là một loài thực vật có hoa trong họ Hòa thảo. Loài này được Torres miêu tả khoa học đầu tiên năm 1997.